# Żemgang
Żemgang (dzongkha: གཞལམ་སྒང་ཇོང་ཁག Zhemgang dzongkhag, spotyka się także transliterację Shemgang lub spolszczone Czemgang) – jeden z dwudziestu dystryktów Bhutanu.
Jest położony w południowo-centralnej części kraju, graniczy z dystryktem Sarpang i dystryktem Trongsa na zachodzie, dystryktem Bumtʽang na północy, dystryktami Monggar, Pemagacel i Samdrup Dzongkʽa na wschodzie oraz bezpośrednio z Indiami (ze stanem Asam) na południu. Zajmuje powierzchnię 2126 km², w 2017 zamieszkiwało go 17 763 osoby.
W latach 90. XX wieku dystrykt ten stał się terytorium ciągłych ataków ze strony separatystów assamijskich, którzy przekraczali granicę bhutańsko-indyjską i ukrywali się w lasach Żemgangu. Kres atakom położył król Bhutanu Jigme Singye Wangchuck, który przeprowadził tam w 2003 operację militarną (pierwszą za jego rządów), dzięki której większość separatystów została wygnana za granicę, lecz ciągle nie jest w Żemgang całkowicie bezpiecznie, dlatego ze względu na ryzyko ataków dystrykt ten jest zamknięty dla zagranicznych turystów.
Administracyjnie dystrykt Żemgang jest podzielony na osiem gewog:
| - gewog Bardo, - gewog Bjoka, - gewog Goshing, - gewog Nangkor, | - gewog Ngangla, - gewog Pangkhar, - gewog Shingkhar, - gewog Trong. |